# Чаробни штапић (Хари Потер)
Чаробни штапић, у универзуму Харија Потера, представља комад лепо обликованог дрвета са неким од магичних делова. Они могу бити: Једнорогова длака, фениксово перо или змајева срчана артерија. Опште је познато да штап бира чаробњака. Сваки иоле добар чаробњак може да користи чаробни штапић другог чаробњака, али се најбољи резултати постижу за штапићем који је одабрао свог корисника.
Најпознатија породица произвођача чаробних штапића је Оливандер, док Дурмстранговци цене Грегоровича.
У петом деле сазнајемо да је у штапићу Флер Делакер прамен вилинске косе.